# Мурылёв, Артём Андреевич
Артём Андреевич Мурылёв (род. 25 августа 2002, Новокузнецк, Кемеровская область) — российский хоккеист, защитник. Мастер спорта России (2023).

## Биография
Воспитанник новокузнецкого «Металлурга». В сезоне 2016/17 играл за команды ЦСКА и «Спартак» Москва 2002 года рождения. С 2017 года — в системе омского «Авангарда». В сезоне 2019/20 дебютировал в команде МХЛ «Омские ястребы». С сезона 2021/22 также игрок команды ВХЛ «Омские крылья». 16 сентября 2023 года в домашнем матче против «Нефтехимика» (2:1) дебютировал в КХЛ в составе «Авангарда».
Бронзовый (2022) и серебряный (2023) призёр чемпионата МХЛ.